# شماره صفر
شماره صفر (ایتالیایی: Numero zero)، هفتمین رمان نویسنده و فیلسوف ایتالیایی اومبرتو اکو و آخرین رمان او در زمان حیاتش است که اولین بار در ژانویه ۲۰۱۵ منتشر شد. 
 ترجمه انگلیسی این رمان توسط ریچارد دیکسون در نوامبر ۲۰۱۵ منتشر شد. این اثر یک طنز مطبوعاتی است که در ایتالیا در سال ۱۹۹۲ اتفاق می‌افتد.
کتاب شماره صفر در ایران توسط انتشارات روزنه، نگاه و ترانه به چاپ رسیده‌است.